# National World War I Museum
Das National World War I Museum (deutsch „Nationales Museum des Ersten Weltkriegs“) ist ein Kriegsmuseum der Vereinigten Staaten. Es liegt in Kansas City (Missouri) gegenüber dem Hauptbahnhof (Union Station) und ist Teil der Gedenkstätte National World War I Museum and Memorial („Nationales Museum und Denkmal des Ersten Weltkriegs“), in deren Zentrum das 1926 errichtete und 66 m hohe Liberty Memorial steht, ein Kriegerdenkmal, das seit 2006 den Rang eines National Memorials hat.
Wie die Erinnerungsstätte, widmet sich auch das Museum speziell dem Ersten Weltkrieg. Es wirbt mit dem Slogan: „Die weltweit umfassendste Sammlung zum Ersten Weltkrieg“ (englisch The World’s Most Comprehensive WWI Collection).
Das Museum gilt als eine führende Institution zu dieser Thematik. Sein Ziel ist es, die Erinnerung an den Ersten Weltkrieg zu bewahren und das Verständnis für dessen bleibende Auswirkungen auf unsere heutige Welt zu fördern. Neben der Durchführung von Bildungsprogrammen, gehört dazu vor allem die Ausstellung von historischen Artefakten, Dokumenten, Fotografien und weiterer Materialien zum Thema.

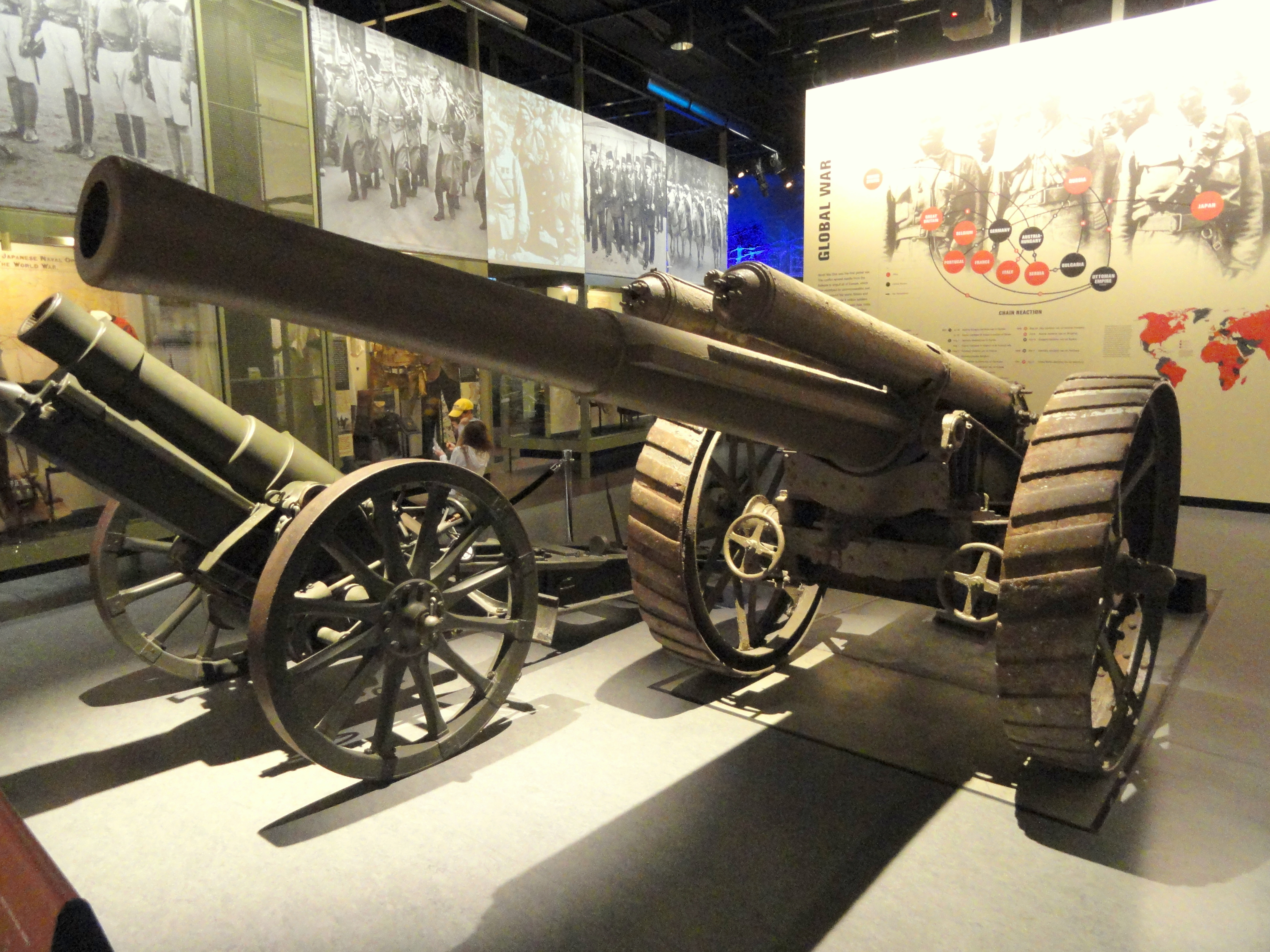
Britisches Feldgeschütz
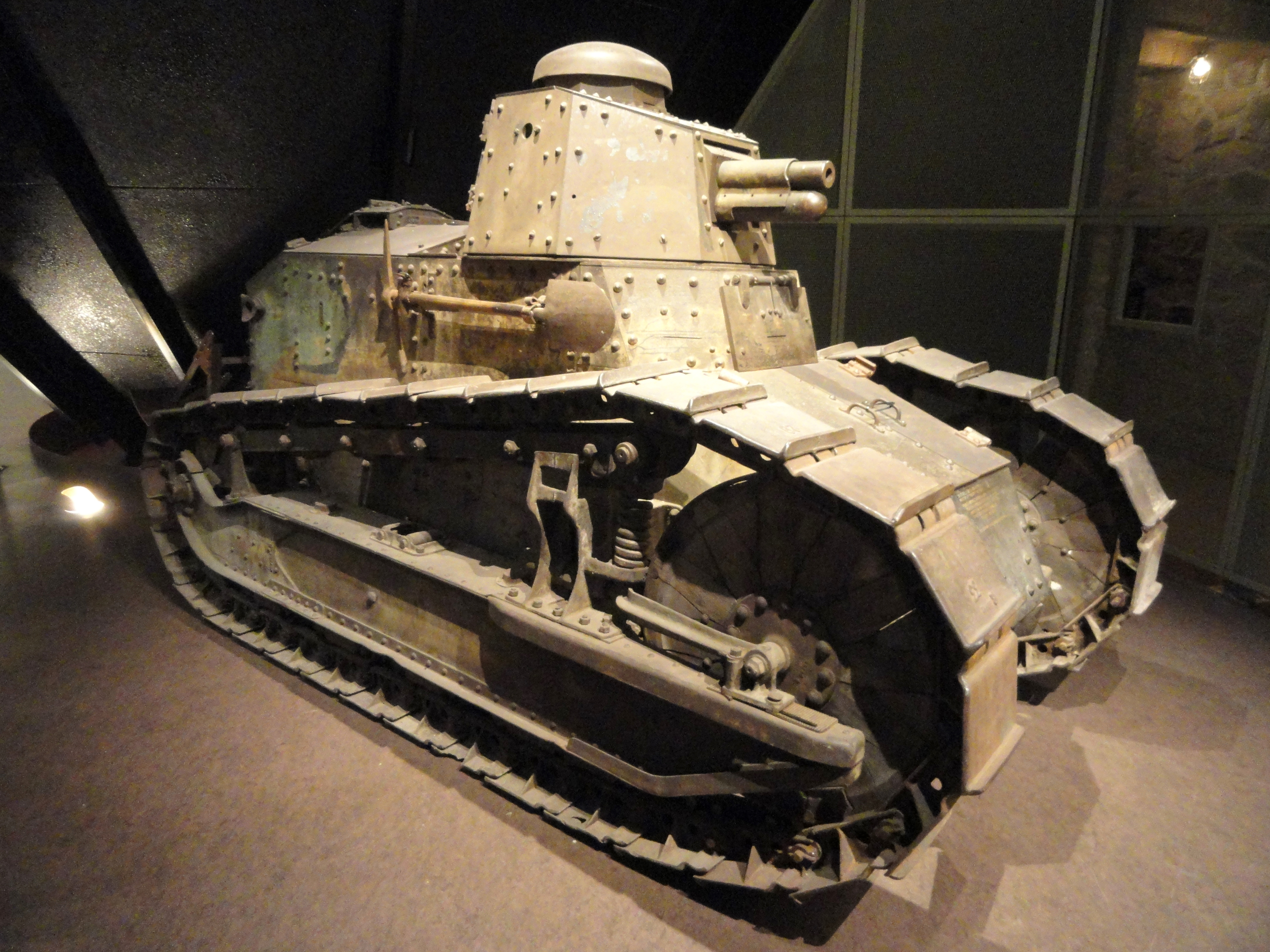
Französischer Panzer Renault FT‑17
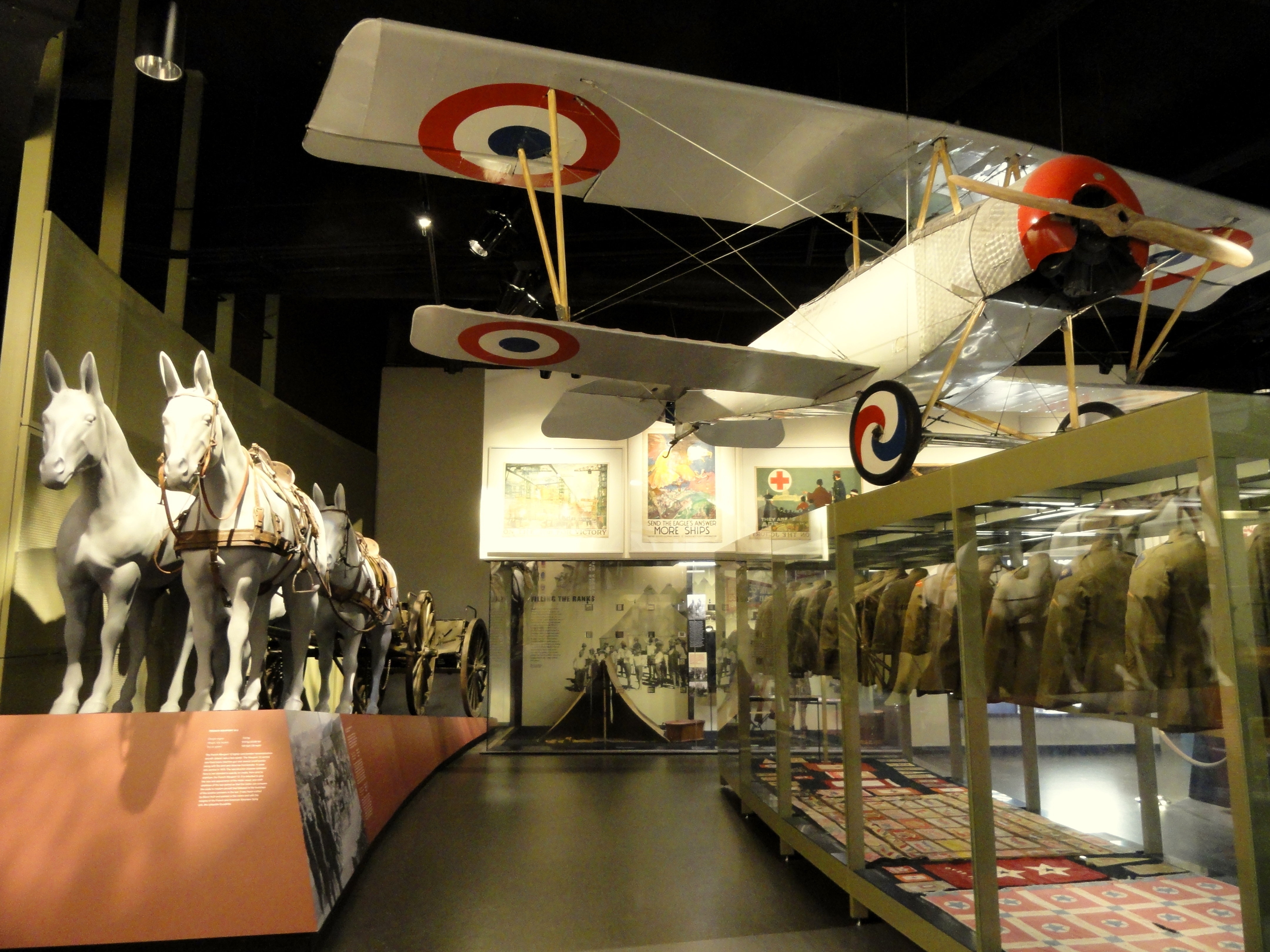
Französisches Jagdflugzeug Nieuport 12
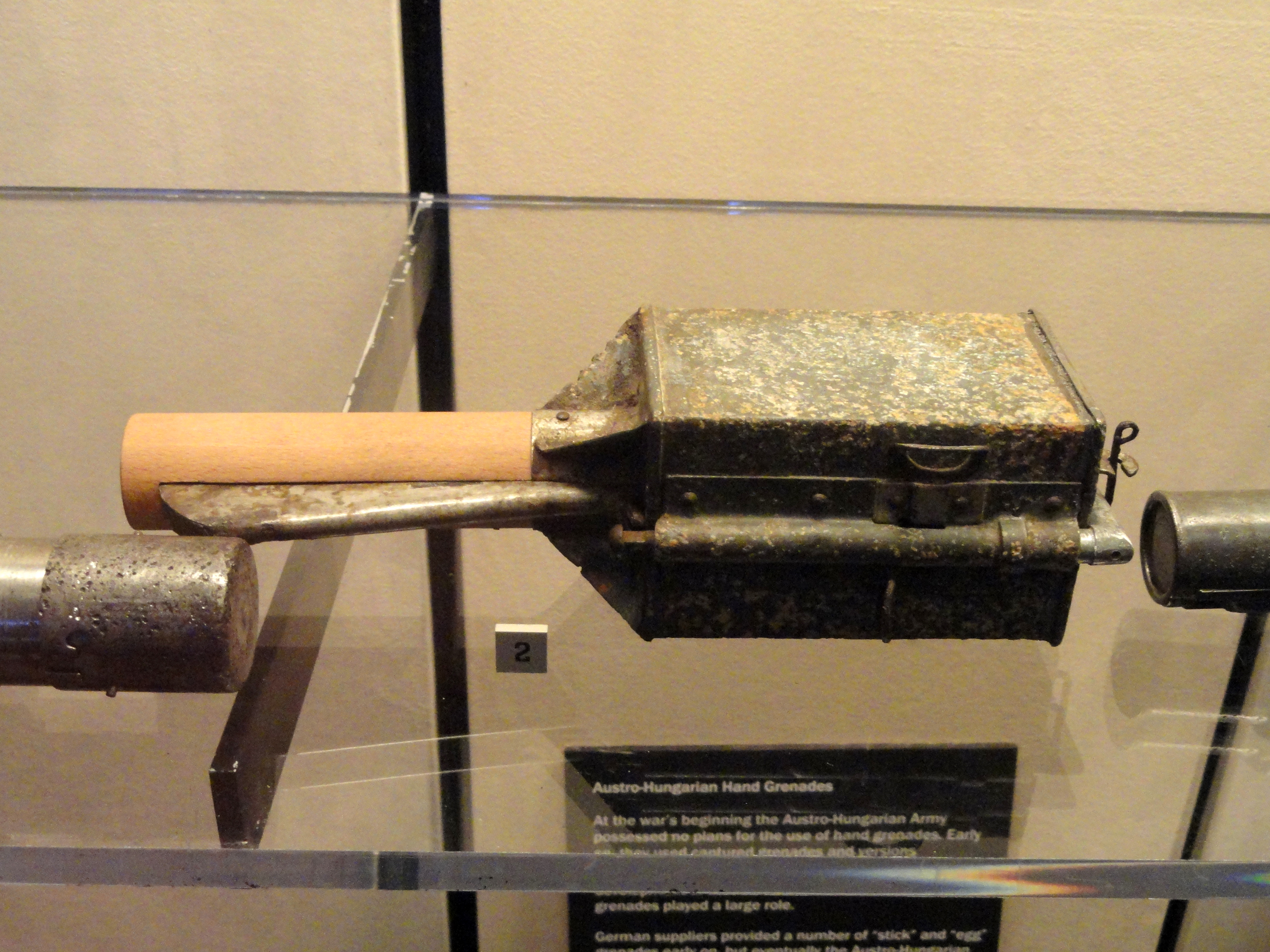
Russische Handgranate
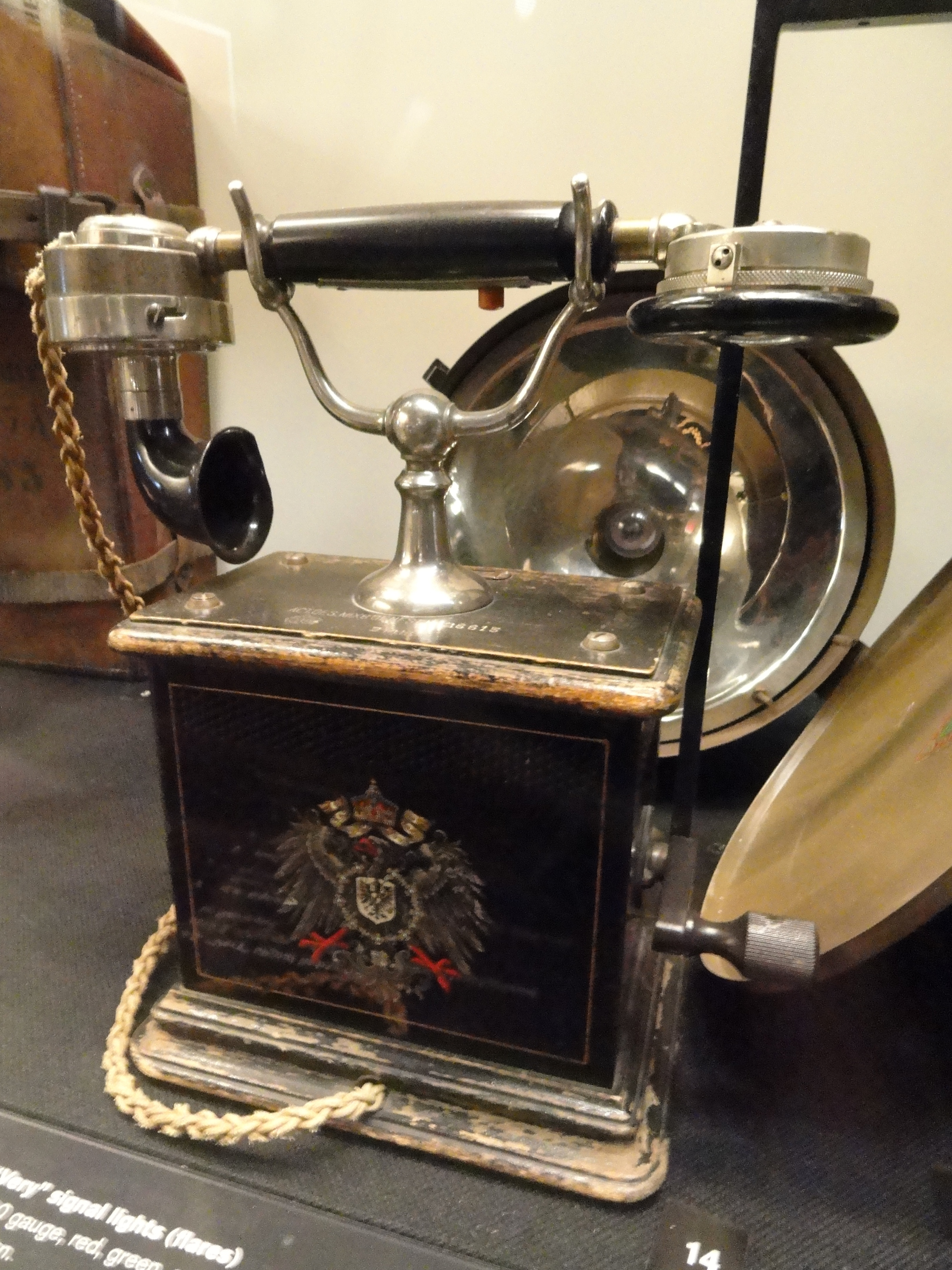
Deutscher Feldfernsprecher